# Barrières à la sortie
 (avril 2014).
Si vous disposez d'ouvrages ou d'articles de référence ou si vous connaissez des sites web de qualité traitant du thème abordé ici, merci de compléter l'article en donnant les références utiles à sa vérifiabilité et en les liant à la section « Notes et références ».
Les barrières à la sortie sont les obstacles rencontrés par une entreprise qui cherche à quitter un marché qui n'offre plus de perspective rentable. 

## Description
La caractéristique la plus importante d'un marché est son étendue où les entreprises peuvent ériger des barrières à l'entrée mais aussi à la sortie pour contrôler l’accès à l’industrie, et mettre les concurrents en difficultés. 
Il existe deux types de barrières à la sortie: les barrières rationnelles et les barrières émotionnelles.

## Types des barrières à la sortie
Les barrières rationnelles
- L'actif spécial : certains biens sont spéciaux à une industrie et ne peuvent pas créer de la valeur sur un autre marché.
- Arrangement contractuel : l’entreprise s’est déjà engagée auprès de clients ou  fournisseurs. Si elle rompt le contrat, elle recevra des amendes ou mesures punitives. Même si le contrat n’est pas formel, sa violation aura un impact sur les relations qu’elle entretient avec ses partenaires ou clients dans les autres domaines d’activité.
- Intégration verticale : un groupe possède plusieurs filiales, chacune étant un maillon de la chaîne de valeur. Quand une filiale subit un dommage, les autres le subissent également.

Les barrières émotionnelles
- L’entreprise joue un rôle important dans l’économie locale : elle ne peut donc pas sortir du marché à cause de la pression politique et sociale. Cependant, l’aide financière qui lui est offerte peut s’avérer insuffisante et l’entreprise peut se retrouver en difficultés.
- Le dirigeant est engagé émotionnellement dans l’entreprise : il ne veut pas concéder la défaite malgré une justification économique.

Par ailleurs, certaines entreprises créent leurs propres barrières à la sortie. Cela peut être une stratégie afin d’avertir les concurrents que l’entreprise souhaite établir et maintenir une prise dans l’industrie. Quand l’environnement concurrentiel ou le métier de l’entreprise change, les barrières peuvent poser problème, par exemple, pour se différencier par rapport aux concurrents, une entreprise a commandé des machines spéciales qui pouvaient produire des biens de bonne qualité. Si la technique de production évolue, il est difficile de vendre les machines et l’entreprise ne peut pas améliorer sa technique. 

## Considération
Quand une entreprise veut pénétrer un nouveau marché, elle doit d’abord identifier quelles sont les barrières à la sortie pouvant exister sur ce marché. Cette question va lui permettre d’envisager le pire scénario, mais aussi d’évaluer les perspectives économiques de l’industrie.
Si l’entreprise se retrouve piégée dans une industrie ayant un faible niveau de profitabilité ainsi que de fortes barrières à la sortie, elle devra alors trouver le moyen de faire tomber ces barrières. 

### Implication
Quelle que soit la cause des barrières à la sortie, le résultat final est que l’entreprise est prisonnière d’un marché. Le leader ou les entreprises qui pratiquent la stratégie « last man standing » vont aider l’entreprise à sortir de la difficulté. Dans le cas contraire, l’entreprise fera faillite.

### Exemple classique
L’exemple classique est l’industrie du transport aérien. Même si certains transporteurs font faillite, de nouveaux capitaux sont injectés ce qui permet aux entreprises de poursuivre leur activité dans cette industrie dont les barrières à la sortie sont très élevées : Les avions sont des biens spécifiques, ils sont utilisés pour transporter des personnes et des marchandises par voie aérienne. Si les avions ne sont pas autorisés à voler, ils vont perdre de la valeur.
La pression politique et sociale - Le gouvernement préfère donner des subventions aux entreprises qui rencontrent des difficultés plutôt que de laisser les entreprises sortir de l’industrie car le transport aérien joue un rôle très important en matières politique et économique. 
On peut citer la phrase de Warren Buffet : « I made the comment that if a capitalist had been present at Kittyhawk back in the early 1900s, he should have shot Orville Wright. He would have saved his progeny money… I have an 800 number now that I call if I get the urge to buy an airline stock. I call at two in the morning and I say: “My name is Warren and I’m an aeroholic.” And then they talk me down. »